# 今日出人
今 日出人（こん ひでと）は、日本の国土交通技官。国土交通省北海道開発局長、北海道大学大学院工学研究院特任教授を経て、ドーコン代表取締役社長。

## 人物・経歴
北海道出身。1982年北海道大学工学部土木工学科卒業。1984年北海道大学大学院工学研究科土木工学専攻修了、北海道開発庁入庁。1998年北海道開発局石狩川開発建設部千歳川放水路建設事務所長。
2000年北海道開発局建設部河川管理課河川情報管理官。2001年国土交通省北海道開発局建設部河川管理課河川情報管理官。2002年国土交通省北海道開発局建設部河川計画課河川企画官。2004年国土交通省北海道局水政課企画官。2006年国土交通省北海道開発局石狩川開発建設部次長。
2008年国土交通省北海道開発局建設部河川管理課長。2009年国土交通省東北地方整備局岩手河川国道事務所長。2012年国土交通省北海道局水政課長。2013年国土交通省北海道開発局開発監理部次長。2015年国土交通省北海道開発局事業振興部長。2016年国土交通省北海道開発局長、北海道経済連合会参与。
2017年ドーコン顧問。2018年北海道大学大学院工学研究院環境フィールド工学部門地域防災学分野特任教授。2021年ドーコン専務執行役員。2022年ドーコン取締役専務執行役員。2023年ドーコン代表取締役社長。